# A legokosabb osztály
A legokosabb osztály magyar televíziós filmsorozat, amely 3-4. osztályosoknak rendezett műveltségi vetélkedő, amiben nem egy-egy játékos, hanem az egész osztály vesz részt. 2013. november 10-étől az M2 tűzte műsorra.

## A műsor menete, előkészületek
Nyolc iskola, vagyis nyolc osztály versenyzik egymással a győzelemért. Őket a csapatkapitányok segítik, akik élsportolók, zenészek és művészek lesznek, olyanok, akik a maguk területén igazi értékeket képviselnek. A játékot nem csak idén, hanem várhatóan jövőre is műsorra tűzi a közmédia gyerekcsatornája.

## Műsorvezetők
A műsorvezető Kovács „Kokó” István, a közmédiában már a Borvacsora című műsor vezetőjeként is ismert kiváló, olimpiai és világbajnok ökölvívó, és Rátonyi Krisztina, a Balatoni Nyárból is ismert műsorvezető lesz. A műsor előzeteseiben is ők szerepeltek.